# Parque de la Ciudad (premetro de Buenos Aires)
Parque de la Ciudad es una estación tranviaria del premetro que forma parte de la red de subterráneos de Buenos Aires. Pertenece al ramal que une la estación Intendente Saguier, con las estaciones Centro Cívico y General Savio.Al 2 de abril de 2024, la estación está siendo remodelada.

## Inauguración
Se inauguró el 27 de agosto de 1987, junto con las otras estaciones del Premetro.

## Ubicación
Se ubica en la Avenida General Francisco Fernández de la Cruz, en inmediaciones del Parque Indoamericano y a escasos metros del Parque de la Ciudad y la Torre Espacial.

## Imágenes

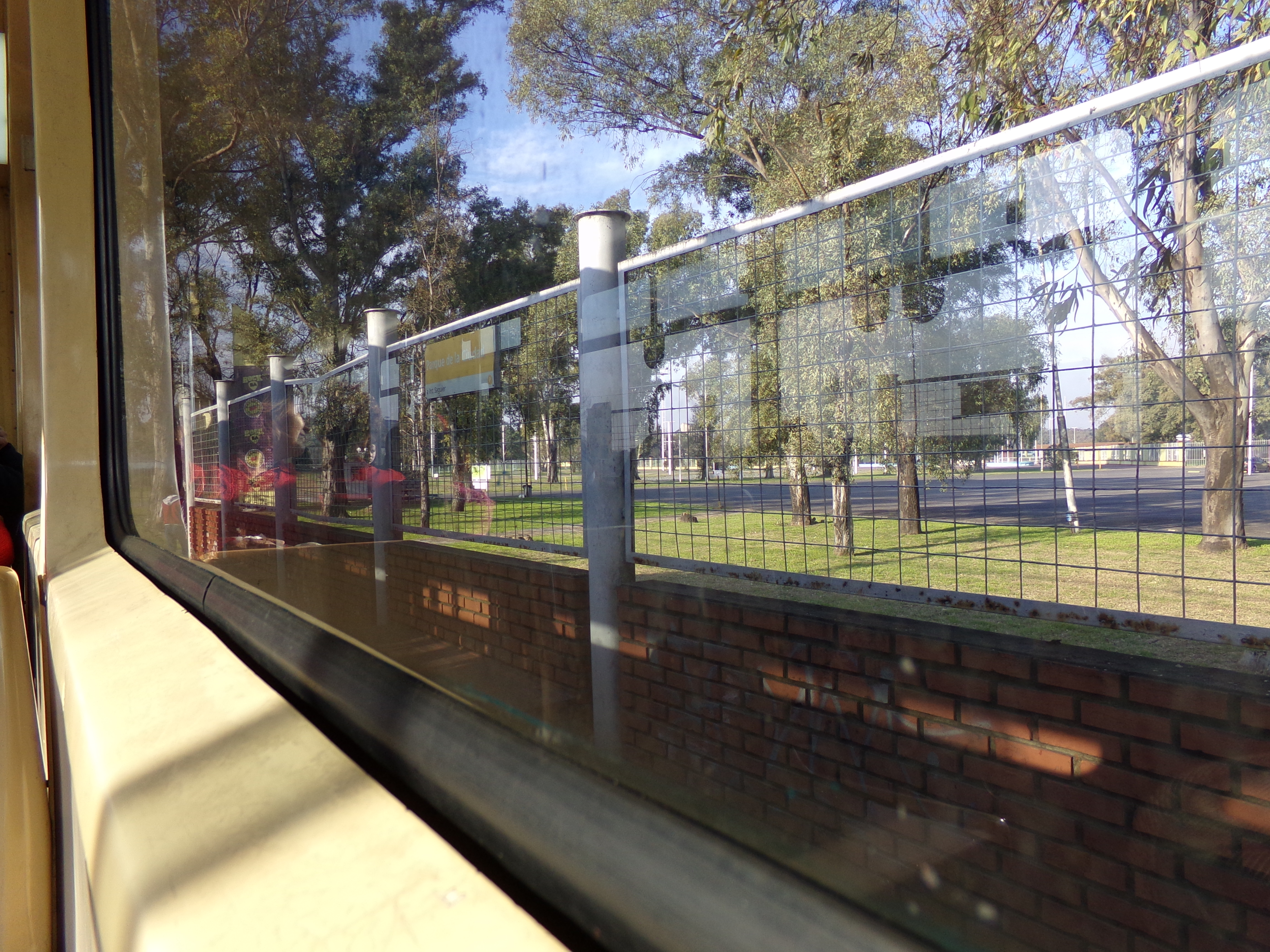
Andén visto desde un tranvía.